# بلوک لند
بلوک لند (به هلندی: Blokland) یک منطقهٔ مسکونی در هلند است که در نیوکوپ واقع شده‌است.